# Palaemoninae
Palaemoninae is een onderfamilie van kreeftachtigen uit de klasse van de Malacostraca (hogere kreeftachtigen).

## Geslachten
- Arachnochium Wowor & Ng, 2010
- Brachycarpus Spence Bate, 1888
- Calathaemon Bruce & Short, 1993
- Coutierella Sollaud, 1914
- Creaseria Holthuis, 1950
- Cryphiops Dana, 1852
- Exopalaemon Holthuis, 1950
- Leander Desmarest, 1849
- Leandrites Holthuis, 1950
- Leptocarpus Holthuis, 1950
- Leptopalaemon Bruce & Short, 1993
- Macrobrachium Spence Bate, 1868
- Nematopalaemon Holthuis, 1950
- Neopalaemon H.H.Jr. Hobbs, 1973
- Palaemon Weber, 1795
- Palaemonetes Heller, 1869
- Pseudopalaemon Sollaud, 1911
- Rhopalaemon Ashelby & De Grave, 2010
- Tenuipedium Wowor & Ng, 2010
- Troglindicus Sankolli & Shenoy, 1979
- Troglocubanus Holthuis, 1949
- Troglomexicanus Villalobos, Alvarez & Iliffe, 1999
- Urocaridella Borradaile, 1915